# Скумбрієвидні
Скумбрієви́дні (Scombroidei) — підряд риб ряду окунеподібних (Perciformes).

## Класифікація
Підряд охоплює тунець, макрель і рибу-меч.
До нього належать родини:
- Gempylidae (Гемпілові)
- Scombridae (Скумбрієві)
- Sphyraenidae (Баракудові)
- Trichiuridae (Волосохвостові)
- Xiphiidae (Мечорилі)
- Istiophoridae (Вітрильникові)